# Пайет, Димитри
Флора́н Димитри́ Пайе́т (фр. Florent Dimitri Payet, французское произношение: [dimitʁi pajɛt]; род. 29 марта 1987, Сен-Пьер, Реюньон) — французский футболист, крайний полузащитник клуба «Васко да Гама». Выступал за сборную Франции. Известен своим невероятным видением игры, креативностью и техническим мастерством, зарекомендовал себя одним из самых талантливых и влиятельных атакующих полузащитников в мире.
Родился на французском острове Реюньон в Индийском океане, где начал свою карьеру, играя за местные клубы «Сен-Филипп» и «Сен-Пьеруаз». В 1999 году переехал в метрополию Франции, присоединившись к «Гавру». Провёл в клубе четыре года, после чего вернулся на родину и два года выступал за команду «Эксельсиор» в Премьер-лиге Реюньона. В 2005 году перешёл в «Нант», а после успешного сезона 2006/07 заключил четырёхлетний контракт с «Сент-Этьеном». В составе «Сент-Этьена» впервые сыграл в еврокубках, приняв участие в Кубке УЕФА сезона 2008/09. В сезоне 2010/11 получил награду «Игрок месяца французской Лиге 1» за сентябрь, забив три гола и помог «Сент-Этьену» подняться на первое место в турнирной таблице. В июне 2011 года перешёл в «Лилль», подписав четырёхлетний контракт. Провёл там два года и ещё два в марсельском «Олимпике», после чего переехал за границу и присоединился к «Вест Хэм Юнайтед». В 2017 году вернулся во Францию и присоединился к своей бывшей команде «Марсель», а в июле 2023 года покинул клуб по обоюдному согласию сторон, перейдя в бразильский «Васко да Гама» месяцем позже.
С 2007 по 2008 год представлял свою страну на уровне до 21 года, сыграв 11 матчей и забив четыре гола. В 2010 году Лоран Блан впервые вызвал его в национальную сборную. Дебют на международной арене состоялся 9 октября 2010 года в отборочном матче Евро-2012 против сборной Румынии, когда вышел на замену. В составе сборной Франции дошёл до финала Евро-2016, после чего был назван УЕФА командой турнира.

## Ранние годы
Димитри Пайет родился 29 марта 1987 года на острове Реюньон в Индийском океане и начал свою карьеру в местном клубе «Сен-Филипп». В юношеском возрасте тренеры называли его «ребенком, который выделялся среди своих товарищей», и после трёх лет  тренировок он перешёл в один из лучших клубов острова, «Сен-Пьеруаз». После всего года в «Сен-Пьеруаз» Пайет был подписан профессиональным клубом «Гавр» в метрополии Франции, с которым его клуб связывало взаимное партнёрство. В этот период «Гавр» также привлекал бывших игроков «Сен-Пьеруаза» Флорана Синама-Понголе и Гийома Оаро.
В «Гавре» Пайе пережил бурные четыре года. Во время тренировок в клубе его обвиняли в тяжелом характере и отсутствии мотивации. Эти обвинения в конечном итоге привели к его уходу в 2003 году, когда Пайет вернулся на Реюньон, чтобы подписать контракт с «Эксельсиор». В «Эксельсиоре» он провёл всего полтора года, играя в Премьер-лиге Реюньона, после чего в январе 2005 года был подписан «Нантом», который хотел дать игроку ещё одну возможность проявить себя на материке. Пайет подписал с клубом двухлетний контракт на любительских условиях, однако «Нант» имел право расторгнуть его через шесть месяцев.

## Клубная карьера

### «Нант»
По прибытии в «Нант» Пайет был включён в резервную команду клуба, выступающую в любительском чемпионате Франции, четвертом уровне футбола во Франции. В сезоне 2005/06 Пайет быстро зарекомендовал себя как один из лучших игроков резервной команды. Он произвёл впечатление в 22 матчах, забив шесть голов, и был охарактеризован тренером резервной команды клуба Стефаном Моро как «талантливый игрок, несмотря на его природную беспечность». Его влиятельная игра в команде привела к тому, что в декабре 2005 года главный тренер Серж Ле Дизе вызвал его в основную команду. Пайет дебютировал на профессиональном уровне 19 декабря в матче лиги против «Бордо», выйдя на замену в ничьей 0:0. После зимнего перерыва Димитри остался в основной команде и забил свой первый профессиональный гол в победе над «Мецем» со счётом 4:1. Полузащитник вышел на замену и пробыл на поле не более двух минут, прежде чем забил гол. 4 февраля после появления в матче лиги против «Тулузы» Пайет был переведён в резервную команду до конца сезона.
Перед сезоном 2006/07 Димитри Пайет подписал трёхлетний профессиональный контракт с «Нантом». Он был официально переведён в основную команду и получил от Ле Дизе футболку с номером 31. Выйдя на замену в первых двух матчах сезона, Пайет впервые вышел на поле в основном составе 9 сентября 2006 года в матче Лиги 1 против «Лилля». В том матче он забил гол, сравнявший счёт в ничьей 1:1. Через две недели Пайет снова вышел в стартовом составе и забил гол в матче с «Марселем» (2:1). В дальнейшем Димитри выходил в стартовом составе до конца сезона. Единственный гол в сезоне он забил в ничьей с «Седаном» (1:1). Одним из «тёмных пятен» сезона стала прямая красная карточка в позорном поражении от «Валансьена» (2:5). Несмотря на успешный индивидуальный сезон Пайета, «Нант» закончил сезон на 19-м месте и был понижен в классе, что означало, что клуб впервые с 1963 года будет играть в Лиге 2.

### «Сент-Этьен»
После вылета «Нанта» из чемпионата желание Пайета остаться в первом дивизионе заставило его подать запрос на трансфер. Впоследствии игрока связывали с «Сошо» и «Сент-Этьеном». В итоге Димитри решил подписать контракт с «зелёными», заявив, что переход в этот клуб был «простым логическим решением» и что «Сент-Этьен» «может предложить мне возможность играть, что является приоритетом». В итоге Пайету удалось добиться перехода, заключив с клубом четырёхлетний контракт перед сезоном 2007/08. «Нант» получил за игрока компенсацию в размере 4 миллионов евро.
В свой первый сезон в «Сент-Этьене» Пайет не сразу смог закрепиться в составе. Его дебют в клубе состоялся 4 августа 2007 года в матче с «Монако» (1:1). Несмотря на то, что Димитри был игроком основного состава на протяжении большей части сезона, он не забил ни одного гола и не отдал ни одной результативной передачи. Несмотря на неудачный сезон Пайета, «Сент-Этьен» занял пятое место, что позволило выйти в Кубок УЕФА. В сезоне 2008/09 Пайет вернулся к той форме, из-за которой «Сент-Этьен» и подписал игрока. Перед началом сезона он был удостоен чести стать капитаном французского клуба во время товарищеского матча против сборной Реюньона в честь возвращения игрока на остров. Пайет принял участие в 30 матчах лиги, забив четыре гола и отдав шесть голевых передач в сезоне. Свой первый гол за клуб он забил 29 сентября 2008 года в ничьей с «Бордо» (1:1). В декабре 2008 года он забил победный гол в матче против своего бывшего клуба «Гавр».
Пайет впервые сыграл в еврокубках, приняв участие в розыгрыше Кубка УЕФА сезона 2008/09. Он дебютировал в этом турнире 18 сентября в первом матче первого раунда против израильского клуба «Хапоэль Тель-Авив». Дебютировав, он забил первый гол в победе со счётом 2:1. На групповом этапе Пайет забил гол в победе над датским клубом «Копенгаген» со счётом 3:1. В плей-офф Димитри сыграл важную роль в победе команды над греческим клубом «Олимпиакос» со счётом 5:2. В первом матче он ассистировал на гол в победе 3:1, а во втором матче стал автором первого гола при счёте 2:1. В следующем раунде «Сент-Этьен» выбыл из борьбы с немецким клубом «Вердер», проиграв по сумме двух встреч 3:2. Пайет вышел на замену в обоих матчах. Из-за того, что «Сент-Этьен» сосредоточил свои усилия на успешном выступлении в четырех турнирах, он занял на одну строчку меньше, для того чтобы вылететь из лиги. 22 июля 2009 года Пайет подписал с клубом двухлетний контракт до 2013 года.
В сезоне 2009/10 Пайет продолжал играть в 35 матчах лиги, забив два гола и отдав шесть результативных передач. Он также хорошо проявил себя в кубковых турнирах, особенно в Кубке Франции. 24 января 2010 года он сделал дубль в победе над «Лорьяном» со счётом 4:1. Через две недели он забил победный мяч в игре с «Ванном». В итоге «Сент-Этьен» вышел в четвертьфинал, уступив «Лансу». 18 мая 2010 года Пайет вступил в потасовку с товарищем по команде и капитаном Блезом Матюиди во время поражения от «Тулузы» (0:1). В середине первого тайма Пайет получил критику от товарища по команде Йоана Беналуана за отсутствие агрессии. Затем ему возразил Матюиди, который повторил слова Беналуана. Пайет и Матюиди неожиданно столкнулись лицом к лицу, и первый игрок нанес удар в голову Матюиди, после чего их разняли судья Бруно Куэ и партнёры по команде. В результате инцидента Димитри был заменён после 31-й минуты и наказан президентом клуба Роланом Ромейером. Вскоре Пайет извинился за инцидент. 6 октября 2010 года после вызова Пайета и Матюиди в национальную сборную, Димитри назвал инцидент «спором, которому не было места» и заявил, что «инцидент был объяснён, и оба перешли на новую почву». Матюиди назвал ссору «недостатком зрелости» со стороны обоих игроков.
После лета Пайет забыл о прошлом и начал сезон 2010/11, забив семь голов за первые два месяца игры в чемпионате. 7 августа 2010 года он забил в дебютном матче команды против «Пари Сен-Жермен» (3:1). 29 августа 2010 года Пайет оформил свой первый профессиональный хет-трик в победе над «Лансом» со счётом 3:1. После международного перерыва он оформил дубль в матче против «Монпелье». 25 сентября в матче ронского дерби против «Лиона» Пайет забил гол со штрафного удара. Удар со штрафного, который местные СМИ назвали «великолепным и неприкасаемым», стал единственным голом в победе команды. Эта победа вывела «Сент-Этьен» на первое место по итогам недели. За свои выступления Пайет был удостоен награды «Игрок месяца Лиги 1» за сентябрь. Благодаря своим выступлениям на внутренней и международной арене Димитри привлёк интерес нескольких клубов, в частности английских «Челси» и «Ливерпуля». В январе 2011 года он был связан с переходом в «Пари Сен-Жермен», поскольку парижский клуб искал немедленную замену ушедшему Стефану Сессеньону. Пайет стремился к переходу, но «Сент-Этьен» отказался. Перед закрытием трансферного окна расстроенный Димитри не явился на тренировку в попытке форсировать трансфер. 5 февраля 2011 года вернувшись в команду через несколько дней, Пайет был переведён в резервный состав клуба перед матчем лиги против «Монпелье». 12 февраля Пайет вернулся в состав «Сент-Этьена» на следующий матч против «Лиона». В последних 14 матчах сезона 2010/11 Пайет забил пять голов и отдал три результативные передачи. Он завершил сезон с 13 голами, став лучшим бомбардиром «зелёных».

### «Лилль»

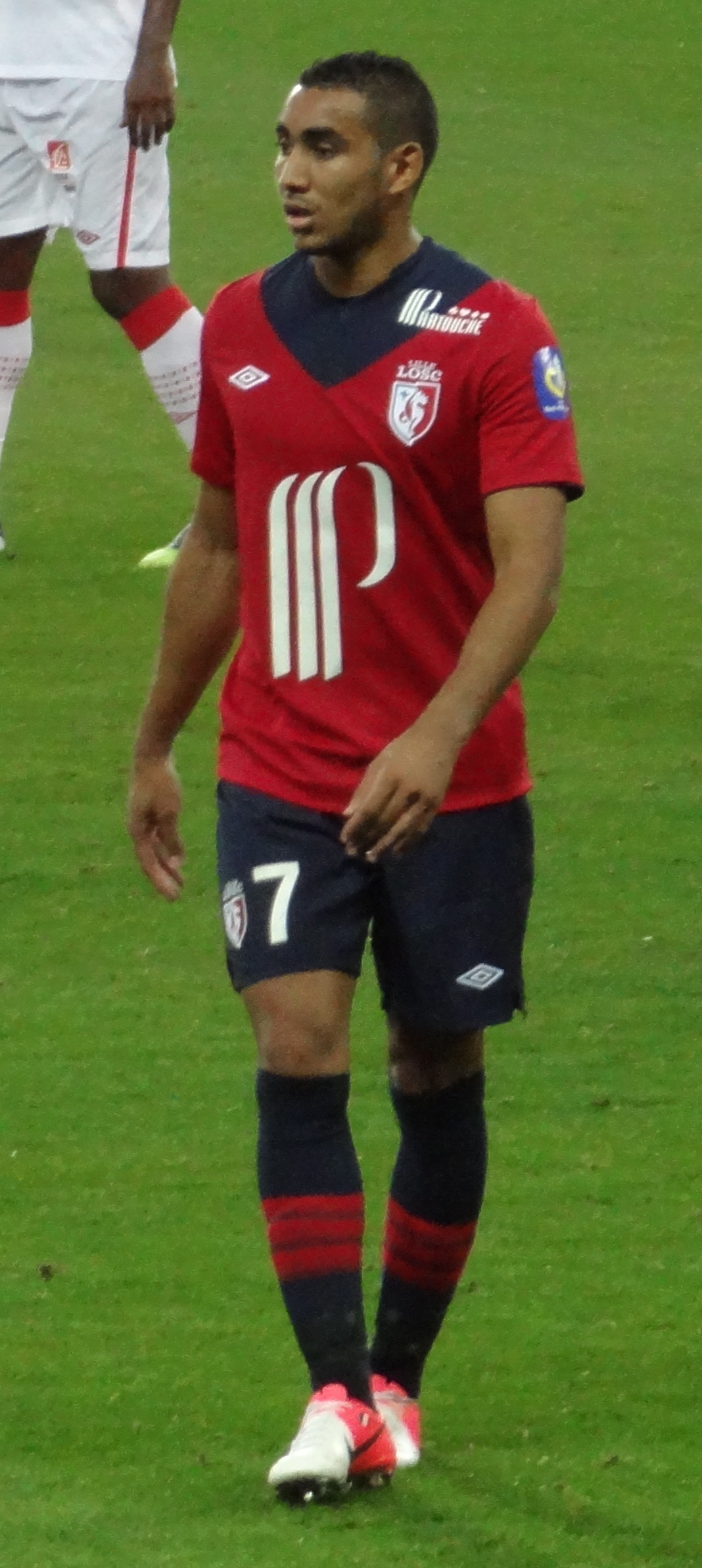
Пайет в составе «Лилля» в 2012 году

28 июня 2011 года главный тренер «Сент-Этьена» Кристоф Гальтье подтвердил, что Димитри Пайет близок к подписанию контракта с чемпионом лиги «Лиллем», после того как сам игрок сообщил ему об этом накануне. Спустя несколько часов переход был подтверждён и «Сент-Этьеном», и «Лиллем». Пайет подписал четырёхлетний контракт, а сумма трансфера составила 9 миллионов евро с учетом будущих бонусов, которые будут включены позже.
27 июля 2011 года Пайет дебютировал за «Лилль», проиграв «Марселю» в рамках Суперкубока Франции со счётом 4:5 на стадионе «Ибн Батута» в Марокко. Его дебют в Лиге 1 состоялся в дебютном матче сезона 2011/12 против «Нанси». 15 октября забил свой первый гол за клуб в победе над «Осером» со счётом 3:1. Три дня спустя Пайет дебютировал в Лиге чемпионов, заменив на 62-й минуте Бенуа Педретти в домашнем матче «Лилля» против итальянского клуба «Интернационале» (0:1).
Пайет завершил свой первый сезон в «Лилле» с шестью голами и шестью результативными передачами, выйдя на поле в 23 из 38 матчей команды в чемпионате.
Во втором сезоне на «Пьер Моруа», после продажи Эдена Азара в «Челси», Пайет стал постоянным игроком атаки «Лилля», выйдя в старте во всех матчах Лиги 1, кроме одного. В зимний перерыв сезона Димитри был признан Профессиональной футбольной лигой лучшим ассистентом чемпионата, набрав 7 ассистов в 19 матчах команды. В перерыве он также забил шесть голов, забив в каждом из трёх матчей «Лилля» до зимнего перерыва.
18 мая 2013 года Пайет был включён в список лучших игроков сезона Лиги 1 по версии НСПФ. Он завершил сезон, став лучшим ассистентом лиги наряду с Матьё Вальбуэна, оформив 12 голевых передач. Он также забил 12 голов в лиге, что стало вторым по количеству забитых мячей сезоном в его карьере.

### «Олимпик Марсель»
27 июня 2013 года «Олимпик Марсель» подписал Димитри Пайета за сумму в 11 миллионов евро. 11 августа в свой дебютный сезон он забил дубль в течение первых 15 минут игры и помог своей команде одержать победу со счётом 3:1 над новичками «Генгама» на стадионе «Стад дю Рудуру».

В своём втором и последнем сезоне в составе «Марселя» Пайет сделал больше успешных проникающих передач, чем любой другой игрок, за исключением Лионеля Месси], в пяти ведущих европейских футбольных лигах. Он совершил почти в два раза больше ключевых передач, чем любой другой игрок, и отдал 17 голевых передач в 36 матчах чемпионата, возглавив хит-парад ассистентов Лиги 1. Пайет приписывает свой великолепный сезон 2014/2015 в «Марселе», который изменил его карьеру, Марсело Бьелсе, который был назначен главным тренером «Марселя» с двухлетним контрактом в мае 2014 года. «Я нашел с ним общий язык», — сказал он позже в интервью L'Équipe. «Он сделал меня более зрелым и последовательным. Он привнёс порядок в мою игру. Я до сих пор держу его советы в голове». По мнению Яна ван Винкеля (который был помощником Бьелсы в сезоне 2014/2015), ключевым моментом было предоставление ему роли № 10 и превращение его в центр атаки.
«Бьелса первым осознал, что Димитри — плеймейкер, а не вингер. Если говорить об игре спиной к воротам, то Димитри наряду с Андресом Иньестой является здесь, наверное, лучшим игроком в мире».

17 мая 2015 года он во второй раз был включён в список лучших команд сезона Лиги 1 по версии НСПФ.

### «Вест Хэм Юнайтед»

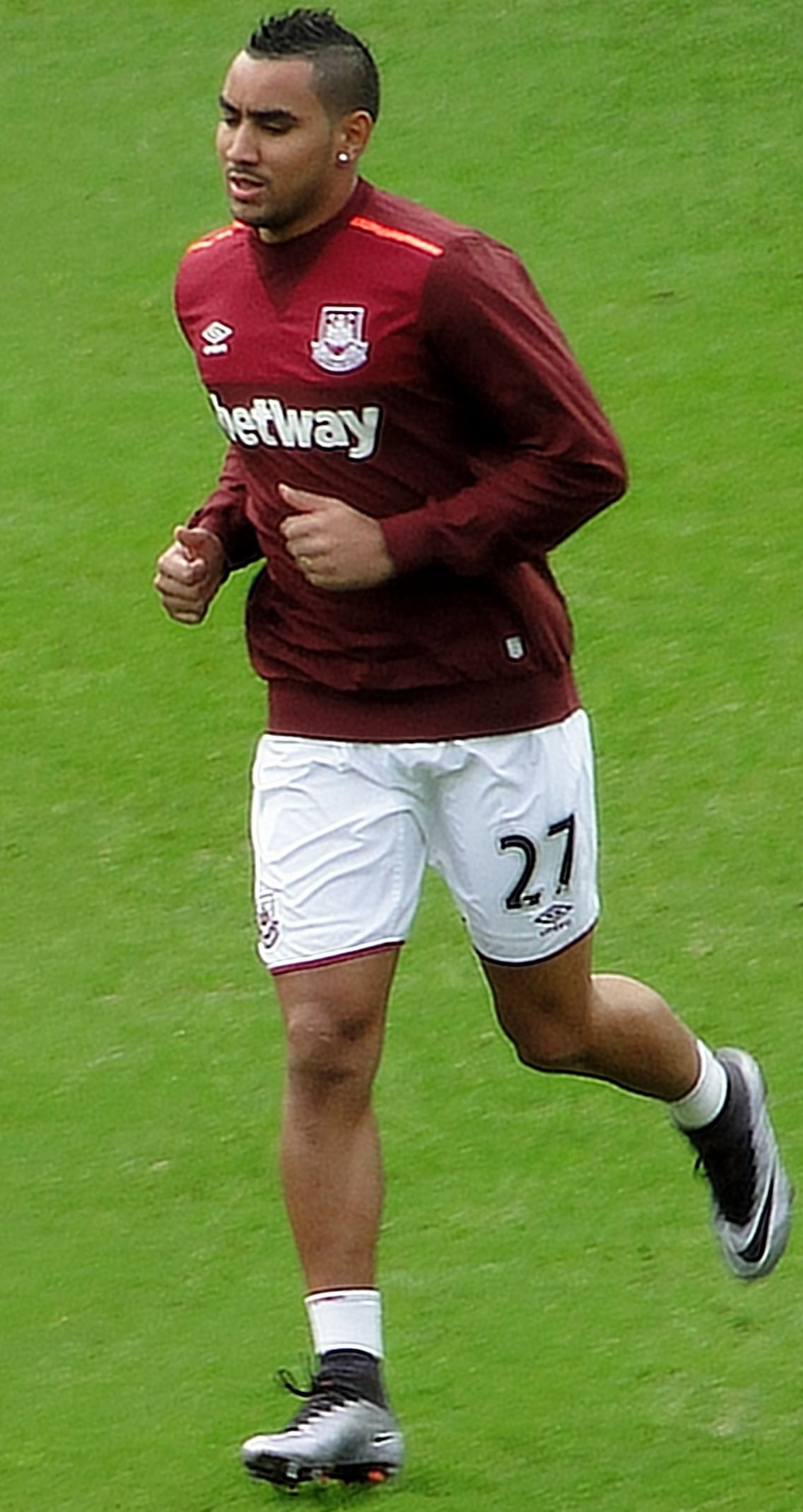
Пайет в составе «Вест Хэм Юнайтед» в 2016 году

26 июня 2015 года Димитри Пайет перешёл в клуб Премьер-лиги «Вест Хэм Юнайтед», подписав пятилетний контракт с возможностью продления ещё на 12 месяцев. Сумма трансфера, которую «Вест Хэм» заплатил «Марселю», составила £10,7 млн. Пайет не собирался покидать Францию летом 2015 года. Скорее, его продажа была связана с тем, что марсельский клуб был озабочен финансовой стабильностью после того, как продажа таких игроков, как Флорьян Товен и Жанелли Имбюла, застопорилась. 9 августа он дебютировал в Премьер-лиге против «Арсенала» (2:0) на стадионе «Эмирейтс» и ассистировал Шейху Куяте в штрафной, забив первый гол в матче. Шесть дней спустя он забил свой первый гол за команду, хотя и в домашнем поражении от «Лестер Сити» (1:2). 14 сентября дважды забил в ворота «Ньюкасла», победив 2:0 на «Болейн Граунд». 9 ноября он выбыл из строя примерно на три месяца из-за травмы, повредив лодыжку в жестком столкновении с игроком «Эвертона» Джеймсом Маккарти в домашнем матче. 12 января 2016 года забил свой первый гол после возвращения после травмы в ответном матче с «Борнмутом» (3:1), сравняв счёт ударом со штрафного, который прошёл под перекладиной, и был высоко оценён несколькими обозревателями. Его выступление в роли «игрока матча» было встречено бурными аплодисментами болельщиков «Вест Хэма», когда он был заменён на 78-й минуте на Алекса Сонга.
В феврале 2016 года Пайет подписал с «Вест Хэмом» новый контракт на пять с половиной лет, по которому он будет получать 125 000 фунтов стерлингов в неделю и останется в клубе до лета 2021 года. В марте того же года француз был назван игроком года в Премьер-лиге на церемонии вручения наград London Football Awards 2016. 13 марта он забил штрафной удар, который некоторые журналисты назвали «потрясающим» и «впечатляющим», с 32 метров, когда «Вест Хэм» сыграл вничью на «Олд Траффорд» с «Манчестер Юнайтед» (1:1) в четвертьфинале Кубка Англии.
После выдающегося первого сезона в английском футболе Пайет был назван игроком года Премьер-лиги на церемонии вручения наград London Football Awards в марте и включён в шорт-лист Премьер-лиги для получения награды «Игрок года 2016» по версии ПФА. В мае 2016 года Пайет стал 38-м обладателем награды «Игрок года в Вест Хэм Юнайтед».
После впечатляющих выступлений на Евро-2016 «Вест Хэм Юнайтед» назначил Пайету бонус за лояльность в размере 1 000 000 фунтов стерлингов в попытке отбить интерес к нему со стороны других клубов. Француз подвергся критике за то, что согласился на эту сумму, после того как покинул клуб во время следующего зимнего трансферного окна.

### Возвращение в «Марсель»
После поглощения клуба американским бизнесменом Фрэнком Маккортом «Олимпик Марсель» представил проект «OM Champions», который должен был быть подпитан новым притоком талантов. Это привело к покупке Моргана Сансона и Патриса Эвра. Однако и тренерский штаб, и совет директоров «Марселя» были заинтересованы в возвращении Пайета в клуб с начала январского трансферного окна 2017 года.
12 января 2017 года главный тренер «Вест Хэм Юнайтед» Славен Билич заявил, что француз больше не хочет играть за клуб. После этого он вообще не появился в составе команды на матч 14 января, несмотря на отсутствие травм. В тот день на стадионе «Лондон» фреска, установленная в честь победы Пайета в номинации «Игрок года», охранялась охраной, чтобы «предотвратить вандализм». Впоследствии француз стал объектом двух предложений от своего предыдущего клуба «Марсель», но оба предложения были отклонены «Вест Хэмом». Они заявили, что не хотят продавать игрока, но предпочли бы, чтобы он извинился перед болельщиками и продолжил выступать за клуб. 29 января «Вест Хэм» принял предложение «Марселя» о продаже Пайета за 25 миллионов фунтов стерлингов, что стало клубным рекордом для английского клуба. На следующий день после перехода Пайета в «Марсель» его фреска на стадионе в Лондоне была снята и заменена фреской в честь гола Энди Кэрролла бисиклетой в ворота «Кристал Пэлас», забитого ранее в том же месяце.

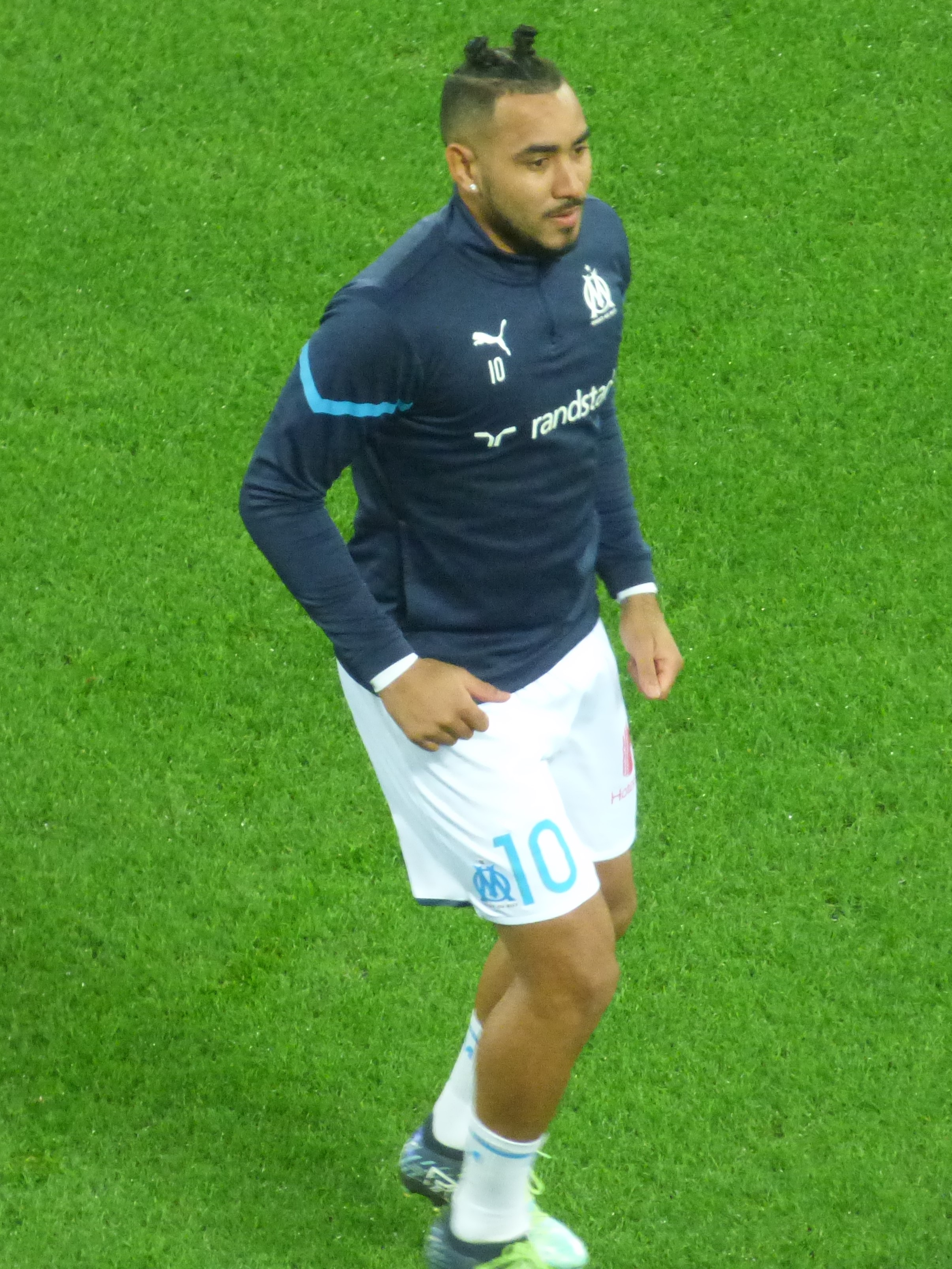
Пайет на разминке в составе «Марселя», январь 2022 года

31 января 2017 года Пайет дебютировал в составе «Марселя» в матче Кубка Франции 2016/17 с «Лионом», выйдя на замену в дополнительное время на «Оранж Велодром», когда его новый клуб победил 2:1. 8 февраля забил свой первый гол после возвращения в «Олимпик Марсель» в домашней победе над «Генгамом» (2:0).
3 мая 2018 года Пайет сыграл в полуфинале Лиги Европы против «Ред Булл Зальцбурга», где «Марсель» проиграл в гостях 1:2, но одержал суммарную победу 3:2 и обеспечил себе место в финале Лиги Европы 2018 года. Во время финала Лиги Европы против мадридского «Атлетико» Пайет получил травму подколенного сухожилия и был заменён на 32-й минуте первого тайма, покинув поле в слезах. Французский клуб проиграл со счетом 3:0.
10 августа 2018 года во время победы «Марселя» над «Тулузой» со счётом 4:0 Пайет забил первые два гола в сезоне Лиги 1 2018/19, причём второй из них — пенальти, назначенный с использованием технологии видеопомощи судьям (VAR); это первое применение VAR во французском футболе.
22 августа 2021 года Пайет и команда «Марселя» были вовлечены в перепалку с толпой болельщиков «Ниццы». После того как в него попала пластиковая бутылка, брошенная болельщиком, Пайет бросил бутылку обратно в толпу. После этого фанаты «Ниццы» выбежали на поле, в результате чего некоторые болельщики и игроки напали друг на друга, что привело к травмам Пайета и двух других игроков. В ноябре 2021 года матч между «Лионом» и «Марселем» был прекращен после того, как бутылка с водой, брошенная болельщиком, попала Пайету по голове, когда он готовился выполнить угловой удар.
21 июля 2023 года президент «Марселя» Пабло Лонгория и Димитри Пайет объявили на пресс-конференции о взаимном согласии покинуть команду в качестве свободного агента.

### «Васко да Гама»
17 августа 2023 года Димитри Пайет подписал двухлетний контракт с командой бразильской Серии А «Васко да Гама». 3 сентября он дебютировал в матче против «Баии» (1:1). После этого он регулярно появлялся в составе команды, а 18 октября забил свой первый гол в матче против «Форталезы», обеспечив победу 1:0 на «Сан-Жануариу» и выведя «Васко» из зоны вылета. За свою игру он был удостоен приза «игрок матча». 12 ноября Пайет забил штрафной удар в дополнительное время, обеспечив победу в лиге над «Америка Минейро» (2:1).

## Карьера в сборной

### Молодёжная сборная
Он дебютировал за сборную в феврале 2007 года в товарищеском матче против сборной Швейцарии и ассистировал Жереми Менезу. В следующем матче против сборной Дании он сделал дубль, победив со счётом 3:1.

### Основная сборная

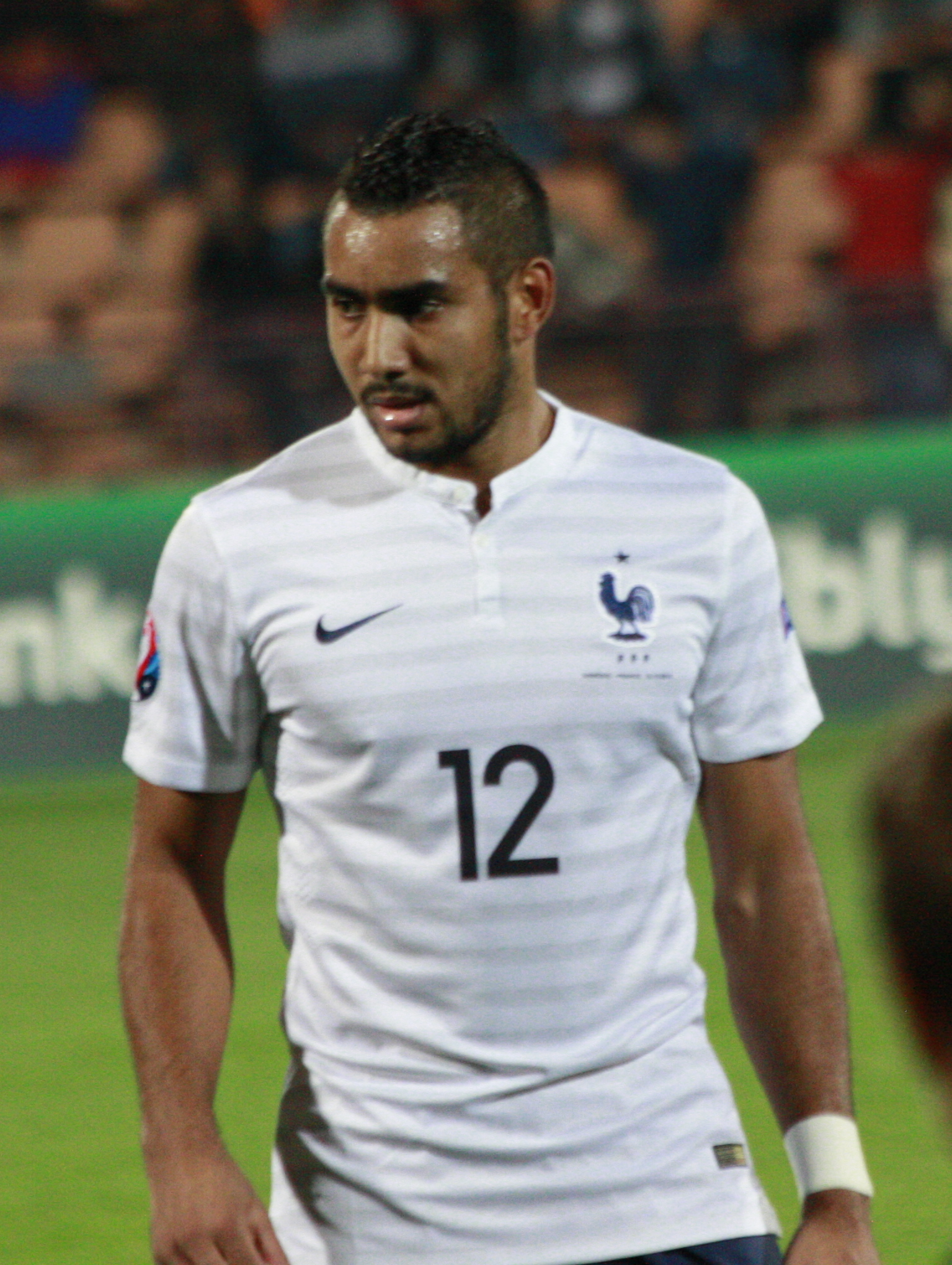
Пайет в составе сборной Франции, 2014 год

Лоран Блан впервые вызвал Пайета в национальную сборную на отборочные матчи Евро-2012 против Румынии и Люксембурга. В первом из них он дебютировал 9 октября 2010 года, выйдя на замену Кариму Бензема на 86-й минуте и ассистировав Йоану Гуркюффу, который сделал счёт 2:0. Через три дня он вышел на последние 30 минут матча против сборной Люксембурга и снова ассистировал Гуркюффу, который забил гол.
Свой первый гол Пайет забил 7 июня 2015 года, выйдя на замену вместо Матьё Вальбуэна на 73-й минуте и забив третий гол сборной Франции спустя 16 минут в домашнем товарищеском матче с Бельгией (3:4). Шесть дней спустя Пайет был заменён в перерыве матча с Албанией (0:1). С тех пор Пайет отсутствовал в составе сборной Франции, но в марте 2016 года был вызван в сборную на матчи с Нидерландами и Россией. Его игра 25 марта в матче с Нидерландами в Амстердаме (3:2) была высоко оценена главным тренером Дидье Дешамом. Пайет попал в штангу ударом во втором тайме и создал шесть моментов, что вдвое больше, чем любой другой игрок. Он также сделал больше всех касаний мяча — 89. Четыре дня спустя, первым же касанием после замены Антуана Гризманна, он забил штрафной удар с 30 метров против сборной России, а затем ассистировал Кингсли Коману, чтобы подтвердить победу 4:2.
В мае 2016 года Димитри Пайет был включён в состав сборной Франции на Евро-2016. 10 июня был назван «игроком матча» за гол, ассист, создание восьми голевых моментов и 13 навесов в матче открытия Евро-2016, который Франция выиграла у сборной Румынии со счётом 2:1. В том матче Оливье Жиру переправил мяч в ворота с подачи Пайета на 57-й минуте, а на 89-й минуте Пайет забил второй гол Франции — мощным ударом с левой ноги в верхний угол с расстояния 2 м. 15 июня во втором групповом матче Франции против сборной Албании Пайет снова был назван «игроком матча» за создание шести голевых моментов для своих товарищей по команде и 17 навесов. В том матче Димитри забил второй гол за сборную Франции, победив со счётом 2:0 на 96-й минуте. 3 июля он забил и ассистировал в четвертьфинальной победе над Исландией (5:2) на стадионе «Стад де Франс», благодаря чему хозяева вышли в полуфинал турнира. 10 июля в финале турнира Пайет столкнулся с Криштиану Роналду, пытаясь отобрать у него мяч, в результате чего португальский нападающий получил травму и был вынужден покинуть поле после 25 минут игры. Позже Пайет был заменён, а сборная Португалии в итоге выиграла матч со счётом 1:0 в дополнительное время и завоевала трофей.
Пайет получил травму в финале Лиги Европы 2018 года, из-за чего не попал в состав сборной Франции, которая в итоге победила на ЧМ-2018. Пайет не был лично проинформирован о своём исключении главным тренером Дидье Дешамом; по словам его матери, он «узнал об этом по телевизору, как все, в кругу семьи».

## Статистика

### Клубная
| Клуб             | Сезон        | Чемпионат      | Чемпионат | Чемпионат | Кубок Страны | Кубок Страны | Еврокубки | Еврокубки | Другие | Другие | Всего | Всего |
| Клуб             | Сезон        | Лига           | Игры      | Голы      | Игры         | Голы         | Игры      | Голы      | Игры   | Голы   | Игры  | Голы  |
| ---------------- | ------------ | -------------- | --------- | --------- | ------------ | ------------ | --------- | --------- | ------ | ------ | ----- | ----- |
| Нант             | 2005/06      | Ligue 1        | 3         | 1         | 1            | 0            | —         | —         | 0      | 0      | 4     | 1     |
| Нант             | 2006/07      | Ligue 1        | 30        | 4         | 5            | 0            | —         | —         | 0      | 0      | 35    | 4     |
| Нант             | Всего        | Всего          | 33        | 5         | 6            | 0            | —         | —         | 0      | 0      | 39    | 5     |
| Сент-Этьен       | 2007/08      | Ligue 1        | 31        | 0         | 0            | 0            | —         | —         | 0      | 0      | 31    | 0     |
| Сент-Этьен       | 2008/09      | Ligue 1        | 30        | 4         | 2            | 0            | 10        | 3         | 0      | 0      | 42    | 7     |
| Сент-Этьен       | 2009/10      | Ligue 1        | 35        | 2         | 6            | 3            | —         | —         | 0      | 0      | 41    | 5     |
| Сент-Этьен       | 2010/11      | Ligue 1        | 33        | 13        | 1            | 0            | —         | —         | 0      | 0      | 34    | 13    |
| Сент-Этьен       | Всего        | Всего          | 129       | 19        | 9            | 3            | 10        | 3         | 0      | 0      | 148   | 25    |
| Лилль            | 2011/12      | Ligue 1        | 33        | 6         | 5            | 0            | 4         | 0         | 1      | 0      | 43    | 6     |
| Лилль            | 2012/13      | Ligue 1        | 38        | 12        | 6            | 1            | 8         | 0         | 0      | 0      | 52    | 13    |
| Лилль            | Всего        | Всего          | 71        | 18        | 11           | 1            | 12        | 0         | 1      | 0      | 95    | 19    |
| Олимпик Марсель  | 2013/14      | Ligue 1        | 36        | 8         | 4            | 0            | 5         | 0         | 0      | 0      | 45    | 8     |
| Олимпик Марсель  | 2014/15      | Ligue 1        | 36        | 7         | 2            | 0            | —         | —         | 0      | 0      | 38    | 7     |
| Олимпик Марсель  | Всего        | Всего          | 72        | 15        | 6            | 0            | 5         | 0         | 0      | 0      | 83    | 15    |
| Вест Хэм Юнайтед | 2015/16      | Premier League | 30        | 9         | 7            | 3            | 1         | 0         | 0      | 0      | 38    | 12    |
| Вест Хэм Юнайтед | 2016/17      | Premier League | 18        | 2         | 4            | 1            | 0         | 0         | 0      | 0      | 22    | 3     |
| Вест Хэм Юнайтед | Всего        | Всего          | 48        | 11        | 11           | 4            | 1         | 0         | 0      | 0      | 60    | 15    |
| Олимпик Марсель  | 2016/17      | Ligue 1        | 15        | 4         | 2            | 1            | —         | —         | 0      | 0      | 17    | 5     |
| Олимпик Марсель  | 2017/18      | Ligue 1        | 31        | 6         | 2            | 1            | 14        | 3         | 0      | 0      | 47    | 10    |
| Олимпик Марсель  | 2018/19      | Ligue 1        | 31        | 4         | 2            | 0            | 5         | 2         | 0      | 0      | 38    | 6     |
| Олимпик Марсель  | 2019/20      | Ligue 1        | 22        | 9         | 5            | 3            | —         | —         | 0      | 0      | 27    | 12    |
| Олимпик Марсель  | 2020/21      | Ligue 1        | 33        | 7         | 1            | 0            | 6         | 2         | 1      | 1      | 41    | 10    |
| Олимпик Марсель  | 2021/22      | Ligue 1        | 31        | 12        | 4            | 0            | 11        | 4         | 0      | 0      | 46    | 16    |
| Олимпик Марсель  | 2022/23      | Ligue 1        | 24        | 4         | 1            | 0            | 2         | 0         | 0      | 0      | 27    | 4     |
| Олимпик Марсель  | Всего        | Всего          | 187       | 46        | 17           | 5            | 38        | 11        | 1      | 1      | 243   | 63    |
| Career total     | Career total | Career total   | 540       | 114       | 60           | 13           | 66        | 14        | 2      | 1      | 668   | 142   |

### В сборной
| Матчи Пайета за сборную Франции | Матчи Пайета за сборную Франции | Матчи Пайета за сборную Франции | Матчи Пайета за сборную Франции | Матчи Пайета за сборную Франции | Матчи Пайета за сборную Франции | Матчи Пайета за сборную Франции |
| ------------------------------- | ------------------------------- | ------------------------------- | ------------------------------- | ------------------------------- | ------------------------------- | ------------------------------- |
| №                               | Дата                            | Оппонент                        | Счёт                            | Голы                            | Соревнование                    |                                 |
| 1                               | 9 октября 2010                  | Румыния                         | 2:0                             | —                               | Отборочные матчи ЧЕ-2012        |                                 |
| 2                               | 12 октября 2010                 | Люксембург                      | 2:0                             | —                               | Отборочные матчи ЧЕ-2012        |                                 |
| 3                               | 17 ноября 2010                  | Англия                          | 2:1                             | —                               | Товарищеский матч               |                                 |
| 4                               | 5 июня 2013                     | Уругвай                         | 0:1                             | —                               | Товарищеский матч               |                                 |
| 5                               | 9 июня 2013                     | Бразилия                        | 0:3                             | —                               | Товарищеский матч               |                                 |
| 6                               | 14 августа 2013                 | Бельгия                         | 0:0                             | —                               | Товарищеский матч               |                                 |
| 7                               | 10 сентября 2013                | Беларусь                        | 4:2                             | —                               | Отборочные матчи ЧМ-2014        |                                 |
| 8                               | 11 октября 2014                 | Португалия                      | 2:1                             | —                               | Товарищеский матч               |                                 |
| 9                               | 14 октября 2014                 | Армения                         | 3:0                             | —                               | Товарищеский матч               |                                 |
| 10                              | 14 ноября 2014                  | Албания                         | 1:1                             | —                               | Товарищеский матч               |                                 |
| 11                              | 18 ноября 2014                  | Швеция                          | 1:0                             | —                               | Товарищеский матч               |                                 |
| 12                              | 26 марта 2015                   | Бразилия                        | 1:3                             | —                               | Товарищеский матч               |                                 |
| 13                              | 29 марта 2015                   | Дания                           | 2:0                             | —                               | Товарищеский матч               |                                 |
| 14                              | 7 июня 2015                     | Бельгия                         | 3:4                             | 1                               | Товарищеский матч               |                                 |
| 15                              | 13 июня 2015                    | Албания                         | 0:1                             | —                               | Товарищеский матч               |                                 |
| 16                              | 25 марта 2016                   | Нидерланды                      | 3:2                             | —                               | Товарищеский матч               |                                 |
| 17                              | 29 марта 2016                   | Россия                          | 4:2                             | 1                               | Товарищеский матч               |                                 |
| 18                              | 30 мая 2016                     | Камерун                         | 3:2                             | 1                               | Товарищеский матч               |                                 |
| 19                              | 4 июня 2016                     | Шотландия                       | 3:0                             | —                               | Товарищеский матч               |                                 |
| 20                              | 10 июня 2016                    | Румыния                         | 2:1                             | 1                               | Финальные матчи ЧЕ-2016         |                                 |
| 21                              | 15 июня 2016                    | Албания                         | 2:0                             | 1                               | Финальные матчи ЧЕ-2016         |                                 |
| 22                              | 19 июня 2016                    | Швейцария                       | 0:0                             | —                               | Финальные матчи ЧЕ-2016         |                                 |
| 23                              | 26 июня 2016                    | Ирландия                        | 2:1                             | —                               | Финальные матчи ЧЕ-2016         |                                 |
| 24                              | 3 июля 2016                     | Исландия                        | 5:2                             | 1                               | Финальные матчи ЧЕ-2016         |                                 |
| 25                              | 7 июля 2016                     | Германия                        | 2:0                             | —                               | Финальные матчи ЧЕ-2016         |                                 |
| 26                              | 10 июля 2016                    | Португалия                      | 0:1 (д. в.)                     | —                               | Финальные матчи ЧЕ-2016         |                                 |
| 27                              | 1 сентября 2016                 | Италия                          | 3:1                             | —                               | Товарищеский матч               |                                 |
| 28                              | 6 сентября 2016                 | Беларусь                        | 0:0                             | —                               | Отборочные матчи ЧМ-2018        |                                 |
| 29                              | 7 октября 2016                  | Болгария                        | 4:1                             | 1                               | Отборочные матчи ЧМ-2018        |                                 |
| 30                              | 10 октября 2016                 | Нидерланды                      | 1:0                             | —                               | Отборочные матчи ЧМ-2018        |                                 |
| 31                              | 11 ноября 2016                  | Швеция                          | 2:1                             | 1                               | Отборочные матчи ЧМ-2018        |                                 |
| 32                              | 15 ноября 2016                  | Кот-д’Ивуар                     | 0:0                             | —                               | Товарищеский матч               |                                 |
| 33                              | 25 марта 2017                   | Люксембург                      | 3:1                             | —                               | Отборочные матчи ЧМ-2018        |                                 |
| 34                              | 7 октября 2017                  | Болгария                        | 1:0                             | —                               | Отборочные матчи ЧМ-2018        |                                 |
| 35                              | 10 октября 2017                 | Беларусь                        | 2:1                             | —                               | Отборочные матчи ЧМ-2018        |                                 |

Итого: 35 матчей / 8 голов; 24 победы, 5 ничьих, 6 поражений.

## Достижения

### Командные
Сборная Франции
- Финалист чемпионата Европы: 2016

«Олимпик Марсель»
- Финалист Лиги Европы: 2017/18

### Личные
- Член «Команды года» в АПЛ по версии ПФА: 2015/16
- Лучший игрок сезона в «Вест Хэм Юнайтед»: 2015/16
- Лучший игрок сезона в «Олимпик Марсель» (2): 2014/15, 2021/22
- Гол месяца английской Премьер-лиги: октябрь 2016
- Входит в состав символической сборной чемпионата Европы 2016 по версии УЕФА